# وینی هارلو
وینی هارلو (انگلیسی: Winnie Harlow؛ زادهٔ ۲۷ ژوئیهٔ ۱۹۹۴) مدل و سخنگوی عمومی مبتلایان به اختلال پوستی پیسی اهل تورنتو کانادا است.
در سال ۲۰۱۶ نام وی به عنوان یکی از زنان اثرگذار و الهام‌بخش در سراسر جهان، در فهرست ۱۰۰ زن بی‌بی‌سی قرار گرفت. او میگوید در کودکی من را با نام هایی مثل گاو و خرگوش صدا میزدند اما من از اینکه به این بیماری پوستی مبتلا هستم احساس ناراحتی نمیکنم. 